# 로이드 코프먼
로이드 코프먼(Lloyd Kaufman, 1945년 12월 30일 ~ )은 미국의 영화 감독, 영화 각본가, 영화 제작자, 배우이다. 마이클 허츠와 함께 트로마 엔터테인먼트의 공동 설립자이다. 《톡식 어벤저》 시리즈, 《트로미오와 줄리엣》 등 영화로 유명하다.

## 작품 목록

### 영화
- 더 걸 후 리턴드 (1969)
- 더 배틀 오브 러브스 리턴 (1971)
- 빅 거스, 왓츠 더 푸스? (1973)
- 스퀴즈 플레이 (1979)
- 웨이트레스! (1981)
- 스턱 온 유! (1982)
- 더 퍼스트 턴온! (1983)
- 톡식 어벤저 (1984)
- 누크족 (1986)
- 트로마스 워 (1988)
- 톡식 어벤저 2 (1989)
- 톡식 어벤저 3 (1989)
- 슈퍼히어로 (1990)
- 트로미오와 줄리엣 (1996)
- 엽기 영화 공장 (1998)
- 톡식 어벤저 4 (2000)
- 트로마의 칸느 영화제 인디 가이드 (2002)
- 크래퍼 테일즈 (2004)
- 폴트리가이스트 (2006)
- 스플렌더 & 위스덤 (2008)
- 리턴 투 누크 뎀 하이 볼륨 1 (2013)